# Dekstran
Dekstran je kompleksan, razgranati glukan (polisaharid formiran od glukoznih molekula) formiran od lanaca varirajuće dužine (od 3 do 2000 kilodaltona). On ima medicinsku primenu kao antitrombotik, za redukovanje viskoznosti krvi, i kao sredstvo za pvećanje zapremine kod anemije.
Pravi lanci se sastoje od α-1,6 glikozidnih veza između molekula glukoze, dok grane počinju sa α-1,3 vezama. Dekstran se može sintetisati iz saharoze posredstvom pojedinih bakterija mlečne kiseline, među kojima su najpoznatije Leuconostoc mesenteroides i Streptococcus mutans. Zubni plak je bogat u dekstranima. Dekstran isto tako formira bakerija mlečne kiseline Lactobacillus brevis čime formira kristale tibikosa.
Dekstran je otkrio Luj Paster kao mikrobni produkt u vinu.

## Spoljašnje veze
- Dextrans на 